# 熱血天驕
《熱血天驕》（原名「一騎當千Online」）是由中國大陸開發商西西網絡開發的一款大型多人線上角色扮演遊戲，採用3D圖片技術。共計六種職業。主要融合機甲和高校生元素。其原遊戲名備受爭議，而後改名「熱血天驕」。

## 外部連結
- 官方網站